# Jon Klemm
Jonathan Darryl „Jon“ Klemm (* 8. Januar 1970 in Cranbrook, British Columbia) ist ein ehemaliger kanadischer Eishockeyspieler und derzeitiger -trainer, der im Verlauf seiner aktiven Karriere zwischen 1987 und 2009 unter anderem 878 Spiele für die Nordiques de Québec, Colorado Avalanche, Chicago Blackhawks, Dallas Stars und Los Angeles Kings in der National Hockey League auf der Position des Verteidigers bestritten hat. In Diensten der Colorado Avalanche gewann Klemm in den Jahren 1996 und 2001 zweimal den Stanley Cup.

## Karriere
Klemm begann seine Karriere 1987 in der kanadischen Juniorenliga Western Hockey League bei den Seattle Thunderbirds. Nur ein Jahr später wechselte der Verteidiger innerhalb der Liga zu den Spokane Chiefs. Dort entwickelte Klemm sich zu einem der Leistungsträger und war einer der punktbesten Abwehrspieler im Team. Bereits in seinem ersten Jahr erzielte der Kanadier 40 Scorerpunkte in 66 Spielen. Es folgten zwei weitere durchaus erfolgreiche Jahre, in denen sich der Rechtsschütze noch einmal steigern konnte. Klemms bestes Jahr war zugleich sein letztes bei den Chiefs. In der Spielzeit 1990/91 erzielte der Kanadier in 87 Spielen 74 Scorerpunkte.

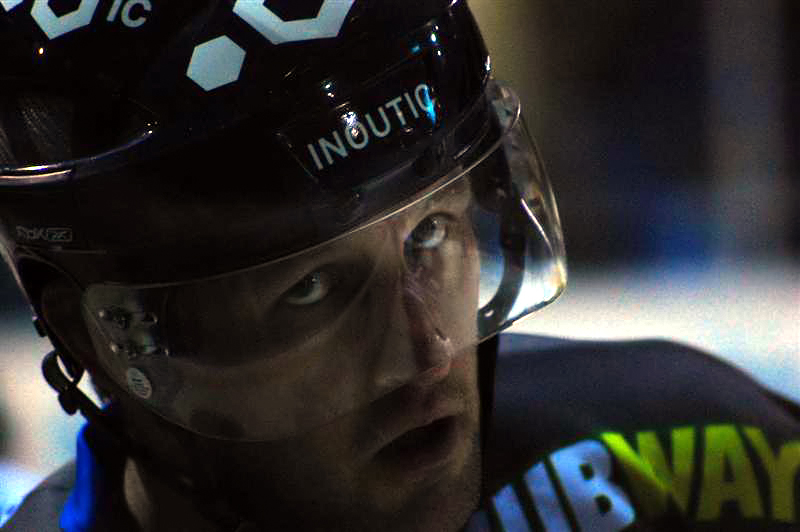
Jon Klemm im Jahr 2008

Jon Klemm schloss sich daraufhin im Sommer 1991 als Free Agent den Nordiques de Québec aus der NHL an, die ihn jedoch überwiegend in der American Hockey League bei deren damaligen Farmteam, den Halifax Citadels einsetzten. Dennoch bekam der Verteidiger die Chance, sich in der NHL zu beweisen. In den vier Jahren, die Klemm bei den Nordiques unter Vertrag stand, kam er jedoch auf lediglich 15 NHL-Spiele. Nachdem das Team in finanzielle Schwierigkeiten geriet und letzten Endes im Jahr 1995 an eine Investorengruppe aus Denver verkauft wurde, nannten sich die Quebec Nordiques fortan Colorado Avalanche. Die Saison 1995/96 verlief für den gelernten Abwehrspieleräußerst schließlich erfolgreich, da er sich zu einem Stammspieler entwickelte und mit dem neuen Team den Stanley Cup gewinnen konnte. Fünf Jahre später konnte der Kanadier diesen Erfolg mit den Avalanche wiederholen und gewann mit dem Franchise erneut die nordamerikanische Meisterschaft.
Während der Spielzeit 2003/04 zog es ihn allerdings zurück in die NHL. Dort unterschrieb er einen Vertrag bei den Dallas Stars, wo er fortan ebenfalls zu den Leistungsträgern gehörte und nahezu alle Hauptrundenspiele absolvierte. Das Spieljahr 2004/05 setzte der damals 34-Jährige auf Grund des Lockouts aus. Es folgten zwei weitere Jahre bei den Stars, ehe sich Klemm im Sommer 2007 den Los Angeles Kings anschloss, für die er jedoch nur noch 22-mal das Trikot trug und häufig in der AHL bei den Manchester Monarchs eingesetzt wurde. Sein Vertrag wurde am Ende der Saison nicht verlängert.
Zur Spielzeit 2008/09 unterschrieb Jon Klemm schließlich einen Vertrag bei den Straubing Tigers aus der Deutschen Eishockey Liga, welches seine letzte Saison als aktiver Eishockeyspieler war. Im Anschluss übernahm der Kanadier zur Saison 2009/10 eine Trainerstelle als Assistent von Hardy Sauter in der Western Hockey League bei den Spokane Chiefs. Dort war er bis zum Sommer 2013 tätig. Daraufhin zog es den Kanadier zurück nach Texas, wo er vier Jahre lang als Juniorentrainer Spieler ausbildete. Zur Saison 2017/18 kehrte er als Assistenztrainer in die WHL zurück und übernahm dort einen Posten bei den Kootenay Ice.

## Erfolge und Auszeichnungen
| - 1991 President’s-Cup-Gewinn mit den Spokane Chiefs - 1991 Memorial-Cup-Gewinn mit den Spokane Chiefs - 1991 WHL (West) Second All-Star Team | - 1996 Stanley-Cup-Gewinn mit der Colorado Avalanche - 2001 Stanley-Cup-Gewinn mit der Colorado Avalanche |

## Karrierestatistik
(Legende zur Spielerstatistik: Sp oder GP = absolvierte Spiele; T oder G = erzielte Tore; V oder A = erzielte Assists; Pkt oder Pts = erzielte Scorerpunkte; SM oder PIM = erhaltene Strafminuten; +/− = Plus/Minus-Bilanz; PP = erzielte Überzahltore; SH = erzielte Unterzahltore; GW = erzielte Siegtore; 1 Play-downs/Relegation; Kursiv: Statistik nicht vollständig)